# Atmosphère de Mars
Pour les articles homonymes, voir Atmosphère.
L’atmosphère de Mars est la couche de gaz entourant la planète Mars. La pression au sol de l'atmosphère martienne varie entre 30 Pa (0,03 kPa) au sommet d'Olympus Mons et 1 155 Pa (1,155 kPa) dans les profondeurs de Hellas Planitia. La pression moyenne est de 600 Pa (0,6 kPa soit 6 mbar, environ 170 fois moins que sur Terre) et sa masse totale est estimée à 25 Tt (25 000 milliards de tonnes), soit environ 200 fois moins que l'atmosphère terrestre ou encore le double de la masse combinée de ses deux satellites, Phobos et Déimos.
L'atmosphère de Mars, en majorité composée de dioxyde de carbone (96 %), d'argon (1,93 %) et de diazote (1,89 %), contient des traces de dioxygène, d'eau, et de méthane. Elle est poussiéreuse pendant les tempêtes, conférant au ciel une couleur rouille lorsqu'elle est observée depuis la surface, et bleue lors des périodes d'accalmie,. Les données de Mariner 9, Mars Exploration Rovers et d'autres sondes indiquent qu'il s'agit de particules d'argile dont la taille médiane est comprise entre 1,5 et 3 µm suivant les auteurs.
Depuis la détection du méthane, qui pourrait indiquer la présence de vie sur Mars, l'intérêt de l'étude de la planète et de son atmosphère s'est accru,. Ce méthane pourrait résulter d'un processus géochimique ou volcanique.

## Origine
L'hypothèse de la nébuleuse solaire est celle généralement acceptée par la communauté scientifique. Cette nébuleuse était notamment composée de gaz et de poussières. Parmi ces gaz se trouvaient l'hydrogène et l'hélium qui, du fait de leur légèreté ont été entraînés par le vent solaire hors de la région centrale du système solaire (où Mars s'est formée). Toutefois, les gaz rares tels que le néon, le krypton, et le xénon, plus lourds, ont pu rester dans cette région de la nébuleuse solaire.
Les planètes, quant à elles, se sont formées par accrétion et condensation des gaz et des poussières sous l'influence de la gravitation. Après la formation de la planète, la température régnant à la surface a entraîné la libération dans l'atmosphère des gaz présents dans les minéraux et les poussières. Cette période de dégazage a probablement libéré, sur Mars, du CO2, de la vapeur d'eau (qui s'est ensuite décomposée en oxygène qui a oxydé les roches, et en hydrogène qui s'est échappé du fait de sa légèreté), du monoxyde de carbone et de l'azote.
Mais les impacts de météorites ont aussi joué un rôle dans la formation de l'atmosphère car ces corps ont libéré des gaz, lors de leur collision avec la surface, qui ont enrichi l'atmosphère de la planète. Toutefois, ils ne semblent pas constituer l'origine principale des gaz atmosphériques martiens.

## Évolution
Les récentes découvertes faites à partir des observations du spectro-imageur OMEGA de la sonde Mars Express ont permis de proposer une échelle des temps géologiques alternative, fondée sur les périodes de formation des roches hydratées observées à la surface de Mars, :
- le Phyllosien (du nom des phyllosilicates hydratés observés sur les terrains les plus anciens) : cette première ère martienne serait apparue peu de temps après la formation de la planète, il y a 4,5 milliards d’années. Pendant 300 millions d’années, le climat sur Mars aurait été suffisamment chaud et humide et la pression atmosphérique suffisamment forte pour qu'il y ait de l’eau liquide ;
- le Theiikien (du grec ancien : θεῖον / theîon, signifiant « sulfure ») : cette deuxième ère aurait eu lieu entre 4,2 et 3,8 milliards d’années. Au cours de cette période, un enchaînement d’événements aurait profondément modifié le climat martien, le rendant sec et acide, favorable à la formation des sulfates. En premier lieu, la dynamo martienne aurait cessé de fonctionner, privant la planète de son bouclier magnétique. Dès lors, les vents solaires auraient progressivement arraché à Mars son atmosphère. Puis d’importantes éruptions volcaniques à l’origine de la formation du dôme de Tharsis et du remplissage des plaines du nord auraient éjecté de grandes quantités de soufre dans l’atmosphère ;
- le Sidérikien (du nom grec « siderikos » signifiant ferrique) : cette troisième et dernière ère martienne aurait débuté il y a 3,8 ou 3,5 milliards d’années et se poursuivrait encore aujourd’hui. Durant cette période, l’atmosphère martienne, devenue très ténue et pauvre en vapeur d’eau, aurait lentement oxydé un sol martien riche en fer, donnant à la planète sa couleur rouge.

### L'atmosphère martienne il y a 3,6 milliards d'années
Selon les résultats d'une étude publiée dans la revue Nature Geoscience,, « la pression atmosphérique d'il y a 3,6 milliards d'années devait se situer autour de 0,9 bar », « 150 fois plus que la valeur actuellement observée ». Cette valeur a été obtenue grâce à l'analyse des images fournies par le Mars Reconnaissance Orbiter (MRO) sur lesquelles apparaissent « plus de 300 cratères d'impact imprimés à la surface de Mars dans une région s'étalant sur 84 000 kilomètres carrés et située près de l'équateur ». En effet, « plus l'atmosphère d'une planète est dense, moins les météorites ont de chance d'arriver à percuter sa surface en restant intactes », ce qui signifie que, pour une atmosphère donnée, il « correspond une taille minimale de météorite capable d'y creuser un cratère ». Dans cette zone, 10 % des cratères ont un diamètre inférieur ou égal à 50 mètres. Un logiciel simulant l'arrivée de météorites sur Mars et prenant en compte des atmosphères de différentes densités a alors été utilisé. Bien que la pression atmosphérique estimée soit comparable à celle actuellement présente à la surface de la Terre, il semble que ce fût néanmoins « insuffisant pour permettre de conserver de l'eau liquide à la surface de Mars » et que l'atmosphère de Mars il y a 3,6 milliards d'années n'aurait jamais été assez dense pour permettre de façon durable des températures assez élevées pour l'émergence de la vie : les estimations indiquent en effet qu'il aurait fallu une atmosphère trois fois plus importante pour maintenir durablement la surface de Mars au-dessus du point de congélation. On peut donc en « exclure un effet de serre chaud et humide, et les températures moyennes à long terme étaient très probablement inférieures au point de congélation ». Il en résulte que les coulées d'eau à la surface de Mars n'auraient été qu'épisodiques, résultat éventuel de « la variation d'inclinaison des pôles de la planète rouge ou [d']éruptions volcaniques », ou encore « d'une collision entre des astéroïdes, générant une chaleur intense », ces deux derniers scénarios ayant pu épaissir l'atmosphère pendant plusieurs dizaines voire centaines d'années.

## Structure
L'atmosphère de Mars se subdivise en quatre couches majeures :
- la basse atmosphère, ou troposphère : c'est une région chaude affectée par la chaleur de la poussière flottant dans l'air et le sol ;
- la couche atmosphérique intermédiaire, ou mésosphère : Mars a un courant-jet qui parcourt cette région ;
- la haute atmosphère, ou thermosphère : la température est, dans cette région, élevée à cause de la chaleur solaire. Ici, les gaz atmosphériques commencent à se séparer les uns des autres plutôt que de former le mélange que l'on trouve dans les couches atmosphériques inférieures ;
- l'exosphère : commençant vers 200 kilomètres d'altitude, cette région est celle où l'atmosphère s'évanouit peu à peu dans l'espace. Il n'y a aucune frontière nette entre l'atmosphère et l'espace, elle disparaît peu à peu.

### Troposphère
| Localisation                                      | Pression                                    |
| ------------------------------------------------- | ------------------------------------------- |
| Sommet d'Olympus Mons                             | 0,03 kPa[réf. nécessaire]                   |
| Rayon moyen de Mars                               | 0,636 kPa (0,40 à 0,87 kPa selon la saison) |
| Site de l’atterrisseur Viking 1 (Chryse Planitia) | 0,69 à 0,90 kPa                             |
| Fond d'Hellas Planitia                            | 1,16 kPa[réf. nécessaire]                   |
| Limite Armstrong                                  | 6,18 kPa                                    |
| Sommet de l'Everest                               | 33,7 kPa                                    |
| Terre au niveau de la mer                         | 101,3 kPa                                   |

La troposphère martienne s'étend jusqu'à environ 45 km d'altitude, voire 60 km.
Elle se caractérise, tout comme la troposphère terrestre, par une baisse progressive de sa température en fonction de l'altitude, de l'ordre de 2,5 K/km ; la température à la tropopause est d'environ 140 K (−130 °C). Dans cette couche atmosphérique, les échanges de chaleur se font principalement avec le sol et notamment avec la poussière en suspension. De même, en cas de tempêtes de poussière, la température de l'atmosphère peut augmenter, ce qui réduit la part des échanges thermiques avec la surface dans le contrôle de la température mais réduit aussi l'importance des variations de température durant la journée.
La diminution de la température est due, quant à elle, au phénomène de détente adiabatique. Toutefois le rayonnement infrarouge émis par la surface et les particules en suspension qui absorbent une partie de la chaleur reçue du Soleil limite la baisse de température causée par ce phénomène.

### Mésosphère
La mésosphère martienne s'étend de 45 à 110 km d'altitude.
Un courant-jet parcourt cette région où les températures sont, par ailleurs, relativement constantes. En effet, le rayonnement ultraviolet ne peut être absorbé car il n'y a pas sur Mars une couche d'ozone comme sur Terre.

### Thermosphère et ionosphère
La thermosphère est la partie de l'atmosphère martienne qui s'étend de la mésopause, à 110 km jusqu'à la thermopause, située vers 200 km d'altitude. La température régnant dans cette région atmosphérique augmente à nouveau en fonction de l'altitude en raison de l'absorption des rayons ultraviolets par les composants atmosphériques.
Dans cette couche atmosphérique, le rayonnement solaire ionise les gaz, formant ainsi l'ionosphère. Cette ionisation est due d'une part à la baisse de densité de l'atmosphère martienne vers 120 km d'altitude, et d'autre part à l'absence de champ magnétique qui permet la pénétration du vent solaire dans l'atmosphère. Cette couche s'étend de 100 km à près de 800 km d'altitude.

## Composition

### Dioxyde de carbone
Le composant principal de l'atmosphère martien est le dioxyde de carbone (CO2). Durant l'hiver martien les pôles sont perpétuellement dans l'obscurité et la surface devient si froide que près de 25 % du CO2 atmosphérique se condense aux calottes polaires en glace de CO2 solide (glace sèche). Quand les pôles sont à nouveau exposés à la lumière solaire, l'été martien, la glace de CO2 se sublime dans l'atmosphère. Ce processus conduit à des variations significatives de la pression et de la composition atmosphérique durant l'année martienne au niveau des pôles.

### Argon
L'atmosphère de Mars est aussi enrichie en argon, un gaz rare, en comparaison des autres atmosphères des planètes du Système solaire. Contrairement au dioxyde de carbone, l'argon ne se condense pas dans l'atmosphère martienne, ainsi la quantité d'argon dans l'atmosphère martienne est constante. Toutefois, la concentration relative dans un lieu donné peut changer à cause des variations de la quantité de dioxyde de carbone dans l'atmosphère. Des données relevées par satellites ont récemment montré une augmentation de la quantité d'argon atmosphérique au-dessus du pôle sud de Mars en automne, qui se dissipe lors du printemps suivant.

### Dioxygène
La fine atmosphère de Mars ne contient que 0,16 % de dioxygène. Des variations saisonnières de la teneur en dioxygène ont été observées en 2019 dans la région du cratère Gale; l'origine de cette variation n'est pas expliquée. Les données relevées du 24 avril au 1er décembre 2019 par l'Institut royal d'aéronomie spatiale de Belgique laissent supposer l'émission d'oxygène vert sur Mars. Cette théorie est confirmée en juin 2020, lorsque l'orbiteur Trace Gas Orbiter détecte une lueur verte permanente dans l'atmosphère de Mars, phénomène qui n'avait été observé jusque-là que dans l'atmosphère terrestre.

### Eau
Puisque le dioxyde de carbone se sublime dans l'atmosphère durant l'été martien, il laisse des traces d’eau. Les vents saisonniers soufflent aux pôles à une vitesse approchant les 100 km/h et transportent de grandes quantités de poussière et de vapeur d'eau donnant naissance à des cirrus. Ces nuages d'eau glacée ont été photographiés par le rover Opportunity en 2004. Les scientifiques de la NASA travaillant sur la mission Phoenix Mars confirmèrent le 31 juillet 2008 qu'ils avaient trouvé de la glace d'eau sous la surface du pôle nord de Mars.

### Méthanal
En février 2005, du méthanal a été découvert par la sonde Mars Express, en quantité beaucoup plus importante que prévu, ce qui a soutenu la théorie de la vie microbienne. Les résultats de ces mesures sont encore l'objet de nombreux débats scientifiques sans conclusion définitive. Une partie des scientifiques soutient que les mesures ont été interprétées de façon erronée.

### Présence de méthane

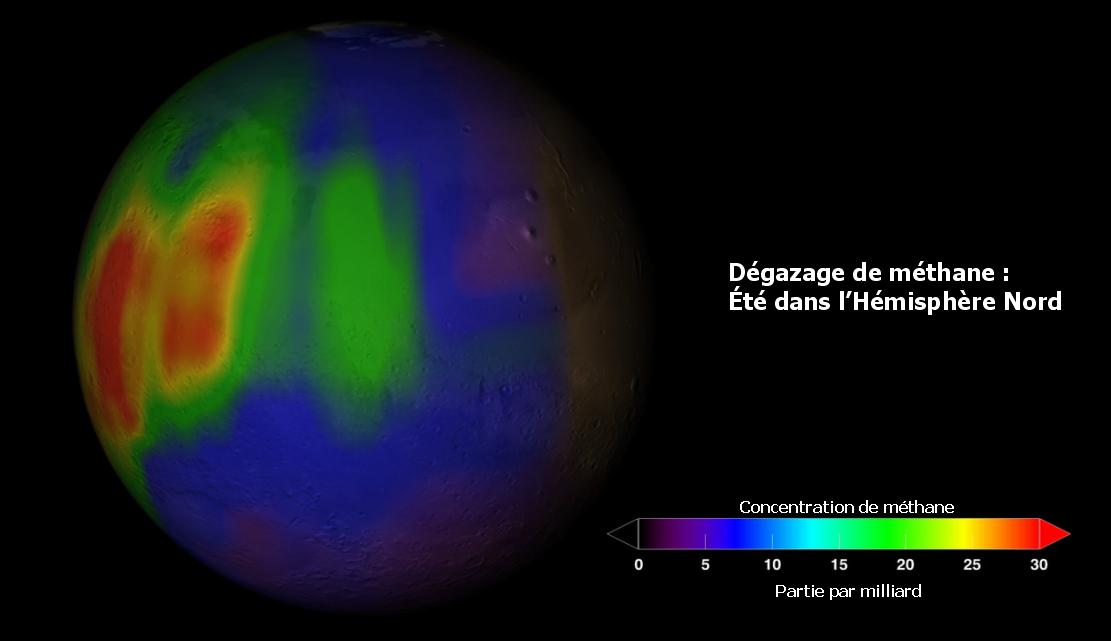
Distribution du méthane dans l'atmosphère de Mars en été et dans l'hémisphère nord.

Des traces de méthane, en parties par milliard, ont été découvertes dans l'atmosphère de Mars par une équipe au Goddard Space Flight Center de la NASA en 2003,. La présence de méthane sur Mars fait toutefois débat ; en effet du méthane a été détecté à la fois au sol par Curiosity et depuis l'espace par Mars Express en juin 2013 au niveau de cratère Gale avec une concentration de 15,5 ± 2,5 ppb mais il s'agit d'un événement unique et la sonde ExoMars Trace Gas Orbiter n'a pas détecté de méthane dans l'atmosphère martienne malgré une sensibilité des instruments de l'ordre de 0,05 ppb.
En mars 2004 la sonde Mars Express et des observations du Canada-France-Hawaii Telescope suggérèrent aussi la présence de méthane dans l'atmosphère avec une concentration de 10 ppb. La présence de méthane sur Mars est intrigante, puisqu'en tant que gaz instable il indique la présence d'une source sur la planète. On estime que Mars doit produire 270 tonnes de méthane par an,, mais les impacts d'astéroïdes ne représentent que 0,8 % de la production totale de méthane. Bien que l'existence de sources géologiques de méthane soit envisageable, l'absence de volcanisme, ou de points chauds, n'est pas favorable à l'émission d'un méthane d'origine géologique.
L'existence de vie micro-organique telle que les micro-organismes méthanogènes serait une possibilité, mais cette source n'est pas encore prouvée.
Le méthane semble arriver par saccades, ce qui suggère qu'il est rapidement détruit avant qu'il ne soit uniformément réparti dans l'atmosphère. Il semble donc aussi continuellement relâché dans l'atmosphère. Des projets sont en préparation pour rechercher un « gaz compagnon » afin d'identifier la source la plus probable de méthane ; dans les océans terrestres, la production de méthane d'origine biologique tend à être accompagnée d'éthane, tandis que le méthane d'origine volcanique est accompagné de dioxyde de soufre.
On a montré récemment que le méthane pouvait être produit par un processus non biologique impliquant l'eau, le dioxyde de carbone et l'olivine, qui est commune sur Mars. Les conditions requises pour cette réaction (c'est-à-dire des températures et pressions élevées) n'existent pas actuellement à la surface de la planète, mais pourraient exister au sein de la croûte. Pour prouver l'existence de ce processus, de la serpentine, un minéral résultant lui aussi du processus, devait être détectée. Cette détection a été effectuée en 2009 par le spectromètre CRISM de la sonde Mars Reconnaissance Orbiter
L'Agence spatiale européenne (ASE) remarqua que la concentration de méthane coïncidait avec la présence de vapeur d'eau. Dans la haute atmosphère ces deux gaz sont distribués uniformément, mais, près de la surface, ils se concentrent en trois régions équatoriales, c'est-à-dire Arabia Terra, Elysium Planitia, et Arcadia Memnonia. Afin d'exclure la nature biologique du méthane, une sonde future devra posséder un spectromètre de masse, puisque les isotopes carbone 12 et carbone 14 peuvent distinguer l'origine biologique ou non biologique du méthane. En 2012, le Mars Science Laboratory mesurera ces isotopes dans le CO2 et le méthane. Si une vie martienne microscopique produit du méthane, elle serait susceptible de se trouver profondément sous terre, où il fait encore suffisamment chaud pour que de l'eau liquide existe.

### Ammoniac
L'ammoniac dans l'atmosphère martienne est hautement instable et ne dure que quelques heures. En dépit de cette durée de vie minime, ce composé a été détecté sur Mars. La découverte de l'ammoniac est un argument utilisé par les tenants de la théorie de la présence actuelle de vie sur Mars. Cependant, les résultats des mesures spectrométriques ont été mis en cause par la communauté scientifique qui souligne que le spectromètre utilisé n'a pas une sensibilité suffisante pour distinguer l'ammoniac du dioxyde de carbone. Pour des résultats définitifs, il faudra reconduire une mission de mesure.

## Conditions atmosphériques et climatiques

### Historique des observations
Giancomo Miraldi découvrit en 1704 que la calotte polaire sud n'était pas centrée sur l'axe de rotation de Mars. Durant l'opposition de 1719, Miraldi observa deux calottes polaires et une variation dans le temps de leurs étendues respectives.
William Herschel a été le premier à déduire la faible densité de l'atmosphère martienne dans sa publication de 1784 On the remarkable appearances at the polar regions on the planet Mars, the inclination of its axis, the position of its poles, and its spheroidal figure; with a few hints relating to its real diameter and atmosphere. Quand Mars passa devant deux étoiles de faible intensité, Herschel constata que leurs brillances n'étaient pas affectées par l'atmosphère de la planète. Il conclut alors qu'il y avait trop peu d'atmosphère autour de Mars pour interférer avec leur lumière.
Honoré Flaugergues découvrit en 1809 des « nuages jaunes » sur la surface de Mars. C'est la première observation connue des tempêtes de poussières martiennes.

### Paléoclimatologie martienne
Avant d'aborder un examen sérieux de la paléoclimatologie martienne, certains termes doivent être définis, spécialement les termes étrangers. Il y a deux échelles de temps pour Mars. La première, fondée sur la densité des cratères, compte trois ères, le Noachien, le Hespérien, et l'Amazonien. La seconde, fondée sur les minéraux, comprend également trois ères, le Phyllosien, le Theiikien, et le Sidérikien. [réf. souhaitée]
Des observations et des modèles fournissent des informations non seulement à propos des conditions atmosphériques et climatiques actuelles mais aussi sur le climat passé. L'atmosphère de l'ère noachienne a souvent été considérée comme riche en carbone. Mais des observations récentes ont montré, grâce aux dépôts argileux, qu'il y avait peu de formations carbonatées dans les argiles datant de cette époque.
La découverte de goethite par Spirit a mené à la conclusion que les conditions climatiques dans le passé lointain de Mars permettaient l'écoulement de l'eau sur sa surface. La morphologie de certains cratères d'impact indique que le sol était humide lors de l'impact.

### Temps
La température et la circulation atmosphérique martiennes varient d'année en année. Mars n'a pas d'océan, une des sources des variations de la température sur Terre. Les données de la caméra de Mars Orbital, commençant en mars 1999 et couvrant une période de 2,5 années martiennes, montrent que le temps martien tend à être plus répétitif, donc plus prévisible, que celui de la Terre. Si un événement se produit à un moment donné durant une année, les données disponibles indiquent qu'il y a de fortes possibilités que cet événement se reproduise l'année suivante au même lieu.
Le 29 septembre 2008, la sonde Phoenix lander prit des photos de neige tombant à partir de nuages se trouvant à 4,5 km au-dessus de son point d'atterrissage près du cratère Heimdall. Cette neige se vaporisa avant d'atteindre le sol ; ce phénomène s'appelle virga.

#### Nuages
| - Animation de nuages de glace se déplaçant au-dessus du site d'atterrissage de Phoenix. - Autres nuages martiens. |

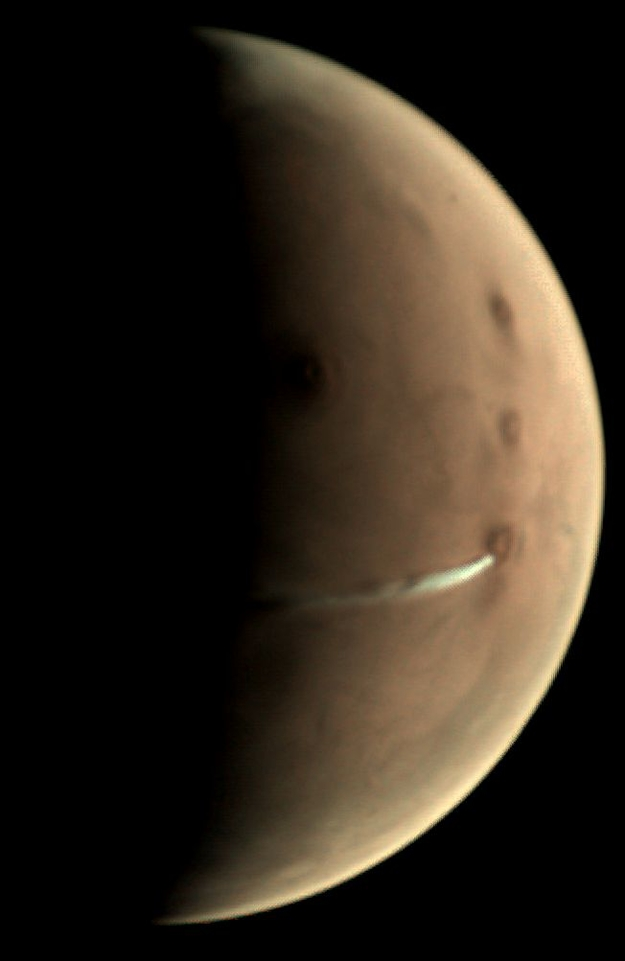
Photo, prise par Mars Express, du nuage se formant sur Arsia Mons.

Les vents soulèvent des particules d'argile de taille inférieure à 100 micromètres. En faibles quantités, ces particules donnent au ciel sa couleur orange ocre. On observe peu fréquemment des tempêtes qui peuvent obscurcir tout ou partie de la planète.
Il existe également des nuages d'eau et de dioxyde de carbone dont l'aspect est très proche de celui des cirrus. Certains nuages sont si fins qu'ils ne peuvent être aperçus que lorsqu'ils reflètent la lumière du Soleil dans l'obscurité. En ce sens, ils sont proches des nuages noctulescents de la Terre. En 2018, la caméra de surveillance visuelle (en) à bord de Mars Express a observé un spectaculaire nuage de glace d'eau s'étendant jusqu'à 1 800 km à l'ouest du volcan Arsia Mons. Son étude  à l'aide de plusieurs instruments en orbite autour de Mars, ainsi que l'analyse de photographies plus anciennes, a montré que ce nuage se forme régulièrement chaque matin pendant plusieurs mois au printemps et en été, chaque année depuis au moins cinq années martiennes. Il commence à se développer à partir d'Arsia Mons à l'aube à une altitude d'environ 45 km, et s'étend vers l'ouest pendant environ deux heures et demie, à une vitesse atteignant 170 m/s (environ 600 km/h). Il se détache alors d'Arsia Mons et s'évapore avant midi,.

#### Température
La température moyenne sur Mars est −63 °C (à comparer aux 15 à 18 °C sur Terre). Cette température est causée par la faible densité de l'atmosphère qui fait que l’effet de serre induit n'est que de 3 kelvins (33 K pour la Terre). En outre, la distance avec le Soleil étant en moyenne 1,5 fois plus importante, Mars reçoit 57 % d'énergie solaire par unité d'aire en moins que la Terre, soit seulement 12 % de l'énergie solaire totale arrivant sur Terre, leurs diamètres respectifs pris en considération.
Toutefois, si la température au sol peut descendre à −143 °C en hiver aux pôles, elle peut atteindre 27 °C en plein été aux basses latitudes. À noter également que la faible inertie de stockage de la chaleur, notamment due à l’absence d’océan et à une atmosphère ténue, induit de fortes variations thermiques entre le jour et la nuit : de −89 °C à −24 °C sur le site de Viking 1 (Chryse Planitia).

##### Saisons

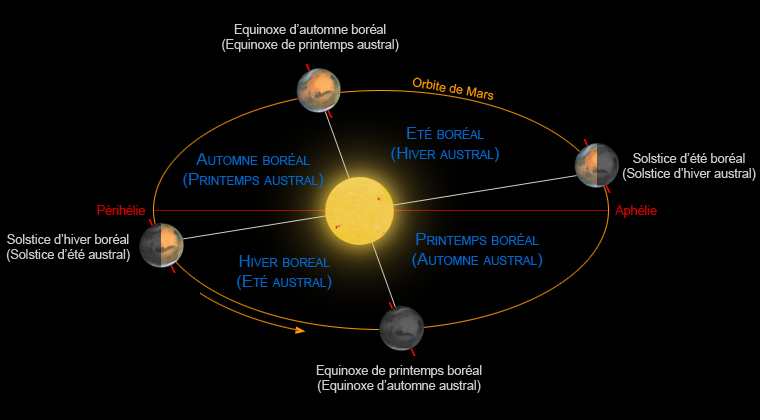
Cycle des saisons martiennes.

L’inclinaison de l'axe de Mars est 25,19°, soit très proche des 23,45° de celle de la Terre. Mars connaît donc des saisons opposées dans les hémisphères nord et sud. Avec une excentricité orbitale de 0,0934 (0,0167 pour la Terre), l'orbite de Mars est fortement elliptique et sa distance au Soleil varie entre un maximum, l'aphélie, de 249,228 millions de kilomètres et un minimum, le périhélie, de 206,644 millions de kilomètres. En outre, le périhélie coïncide avec le solstice d'hiver boréal, et l'aphélie avec le solstice d'été boréal. [pourquoi ?] [réf. souhaitée] Ceci a pour effet de provoquer des différences dans la durée et l'intensité des saisons observées aux deux hémisphères. Au périhélie par exemple, le pôle sud est orienté vers le Soleil et reçoit 40 % d'énergie en plus que le pôle nord à l'aphélie.
| Saison          | Saison         | Jours martiens (sur Mars) | Jours terrestres (sur Terre) |
| Hémisphère nord | Hémisphère sud | Jours martiens (sur Mars) | Jours terrestres (sur Terre) |
| --------------- | -------------- | ------------------------- | ---------------------------- |
| Printemps       | Automne        | 193,30                    | 92,764                       |
| Été             | Hiver          | 178,64                    | 93,647                       |
| Automne         | Printemps      | 142,70                    | 89,836                       |
| Hiver           | Été            | 153,95                    | 88,997                       |

Les hivers sont relativement « doux » et courts dans l’hémisphère nord et longs et froids dans l’hémisphère sud. De même, les étés sont courts et chauds au sud et longs et frais au nord. [réf. nécessaire] [pourquoi ?] Les écarts de températures sont ainsi plus élevés au sud qu’au nord. [pourquoi ?] [réf. souhaitée]

##### Cycle glaciaire
L'obliquité de la planète, qui n'est pas stabilisée par la présence d'un satellite massif comme c'est le cas pour la Terre, suit un régime chaotique selon une périodicité d’environ 120 000 ans. Elle oscille entre 0° et 60° et connaît des phases relativement stabilisées entrecoupées de changements brusques, ce qui bouleverse complètement le climat martien.
Des recherches poussées, assistées d'un modèle climatique général relativement simplificateur, montrent l'existence probable de tendances climatiques de long terme : en régime de forte obliquité, la glace s'accumule dans quelques régions équatoriales isolées ; en régime de faible obliquité, ces calottes fondent et la glace s'accumule aux hautes latitudes sud et nord, de façon généralisée. On retrouve alors une dynamique pseudo-glaciaire-interglaciaire par analogie à la Terre. En fait, ces phases sont plus marquées sur Mars et pourraient expliquer pourquoi d'immenses étendues du sous-sol martien aux hautes latitudes sont constituées d'un mélange de glace et de régolithe dans des proportions étonnantes. Globalement, ces résultats, bien qu'imprécis et tributaires de postulats forts, sont compatibles avec les données et hypothèses géologiques et chimiques issues des missions spatiales successives.

#### Vents
La surface de Mars a une faible inertie thermique, ce qui signifie qu'elle chauffe rapidement quand le Soleil l'éclaire. Sur Terre, le vent se crée là où il y a des changements brutaux d'inertie thermique, par exemple de la mer vers la terre. Il n'y a pas de mers sur Mars, mais il y a des régions où l'inertie thermique du sol change, créant des vents matinaux et du soir apparentés à la brise marine terrestre. Le projet Antares Mars Small-Scale Weather (MSW) a récemment découvert quelques faiblesses dans le modèle climatique actuel dû au paramètre des sols. Ces faiblesses sont en train d'être corrigées et devraient conduire à des évaluations plus précises.
À basses latitudes, la circulation de Hadley domine et est presque le même processus qui, sur Terre, génère les alizés. À hautes latitudes, une série de régions de hautes et basses pressions, appelées ondes de pression baroclines, domine le temps. Mars est plus sèche et plus froide que la Terre, en conséquence la poussière soulevée par ces vents tend à rester dans l'atmosphère plus longtemps que sur Terre puisqu'il n'y a pas de précipitations pour la rabattre (sauf la neige de CO2).
Une des différences majeures entre les circulations de Hadley martienne et terrestre est leur vitesse.

##### Tempêtes cycloniques
Des tempêtes cycloniques similaires aux cyclones sur Terre ont été détectées pour la première fois par le programme de cartographie de Viking puis par plusieurs sondes et télescopes. Les images les présentent de couleur blanche à la différence des tempêtes de sable. Ces tempêtes tendent à apparaître durant l'été dans l'hémisphère nord et seulement aux hautes latitudes. Les spéculations tendent à montrer que ces tempêtes sont dues aux conditions climatiques uniques existant au pôle nord.

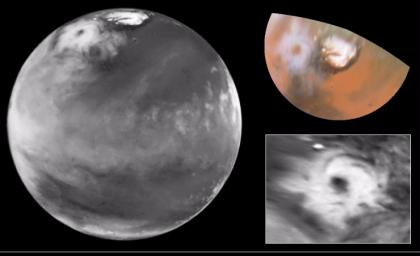
Hubble, Cyclone polaire sur Mars.

#### Pression atmosphérique
La pression atmosphérique sur Mars est de 600 Pa en moyenne (soit 6,0 mbar), ce qui est beaucoup moins que les 101 300 Pa sur Terre. Une des conséquences est que l'atmosphère de Mars réagit plus rapidement à une énergie donnée que l'atmosphère terrestre. Toutefois elle peut varier lorsque la glace des pôles se sublime (notamment le dioxyde de carbone).
En outre, la pression atmosphérique est aussi fonction de l'altitude. L'altitude de référence (niveau 0) est conventionnellement établie sur Mars comme celle à laquelle la pression atmosphérique moyenne est de 610 Pa, pression correspondant peu ou prou au point triple de l'eau. La pression monte quand l'altitude baisse et inversement.
Bien que les températures sur Mars puissent dépasser 0 °C, l'eau liquide y est instable car, au-dessus du niveau 0 ou, en tout état de cause, à une pression inférieure à 610 Pa, l'eau glacée se sublime en vapeur d'eau.
Par contre, sous le niveau 0 (en fait, à une pression supérieure à 610 Pa), comme dans l'hémisphère nord ou dans le cratère d'impact d'Hellas Planitia, le plus grand et le plus profond cratère de Mars où la pression atmosphérique peut atteindre 1 155 Pa à son point le plus bas, on pourrait trouver de l'eau liquide si la température dépassait 0 °C.
Malgré les contraintes de faibles pression, masse volumique et densité de l’atmosphère, elle a permis à l’hélicoptère Ingenuity de décoller, voler, redescendre et atterrir sans incident.

### Circulation atmosphérique

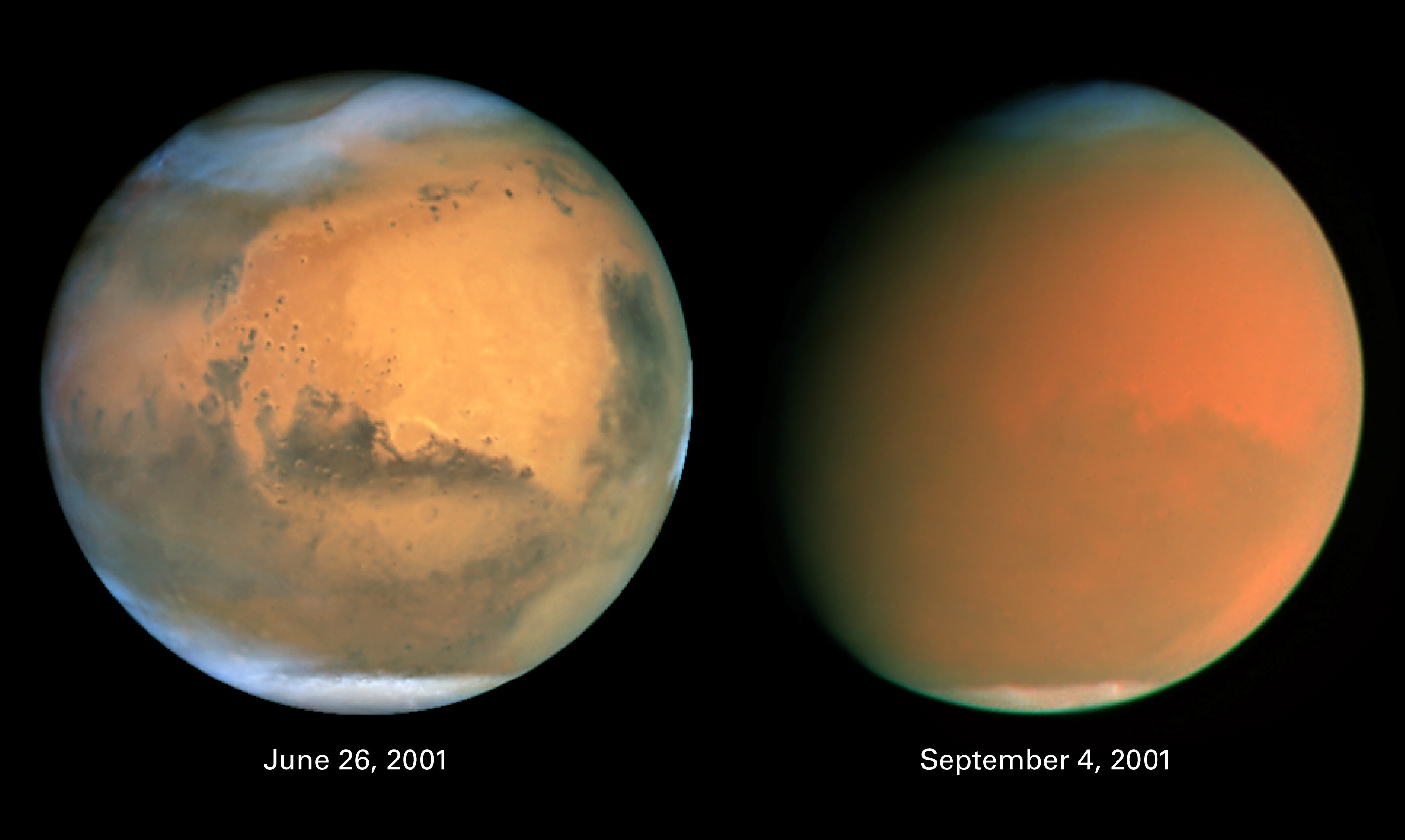
Photomontage de la planète Mars avant (à gauche) et pendant (à droite) la tempête de septembre 2001.

Hormis le courant-jet qui parcourt la mésosphère martienne, il est à noter qu'il n’existe qu’une seule cellule de Hadley sur Mars mais beaucoup plus marquée en altitude et en amplitude, joignant les deux hémisphères et qui s’inverse deux fois par an.
De même, vers la fin du printemps austral, quand Mars est au plus près du Soleil, des tempêtes de poussières locales et parfois régionales apparaissent. Exceptionnellement, ces tempêtes peuvent devenir planétaires et durer plusieurs mois comme ce fut le cas en 1971 et, dans une moindre mesure, en 2001. De minuscules grains de poussière sont alors soulevés, rendant la surface de Mars quasiment invisible. Ces tempêtes de poussière naissent en général au-dessus du Bassin d'Hellas. Les importantes différences thermiques observées entre le pôle et les régions avoisinantes provoquent des vents violents à l'origine du soulèvement de fines particules dans l'atmosphère. Lors de tempêtes globales, ce phénomène provoque d'importantes modifications climatiques : les poussières en suspension absorbent le rayonnement solaire, réchauffant ainsi l'atmosphère et réduisant dans le même temps l'insolation au sol. Ainsi, lors de la tempête de 2001, la température atmosphérique s'est élevée de 30 °C alors que la température au sol s'est abaissée de 10 °C.

### Variation de la calotte polaire sud

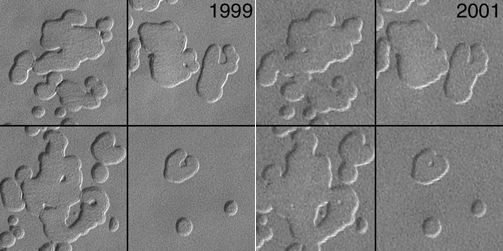
Pôle sud pris par MGS en 1999 et 2001, NASA.

En 1999, le Mars Global Surveyor photographie des fosses dans les couches de dioxyde de carbone gelé du pôle sud martien (Planum Australe). À cause de leur forme saisissante et de leur orientation, ces fosses sont connues comme des éléments appelés swiss cheese features (en). En 2001, le vaisseau photographie à nouveau ces fosses et remarque qu'elles se sont agrandies, se retirant de 3 mètres en une année martienne.
Ces caractéristiques géologiques sont causées par l'évaporation de la glace sèche exposant la couche de glace d'eau inerte.
En 2005, des observations indiquent que le pôle sud martien continue de se sublimer.
Ces fosses continuent de s'agrandir au même rythme de 3 mètres par année martienne. Un article de la NASA indique que ces fosses suggèrent un « changement climatique en cours » sur Mars.
Ailleurs sur la planète, les régions de basses altitudes contiennent plus de glace d'eau.

#### Hypothèses explicatives
Des simulations réalisées avec le modèle de masse volumique de Mars montrent que le climat local autour du pôle sud martien pourrait être dans une période instable due de la topographie particulière près du pôle. Les chercheurs supposent que la sublimation de la glace polaire est un phénomène local plutôt que global.
Une autre théorie sur le changement d’état des pôles à luminosité solaire constante serait soit une augmentation de la charge de poussière dans l'atmosphère, soit un changement d'albédo dû au dépôt de glace d'eau sur la calotte polaire. Cette théorie est controversée en raison de l'absence de dépôt de glace après la tempête de poussière mondiale de 2001 et que la précision du modèle de circulation générale de Mars diminue à mesure que l'échelle du phénomène devient plus locale. Le théorie d’un réchauffement global à partir d’un réchauffement local des pôles est remis en cause par une mauvaise compréhension des données.
Un article de Nature, dénonce l’utilisation du réchauffement d'autres corps solaires par les sceptiques du climat alors que le réchauffement sur Mars semble être dû à la poussière qui souffle et découvre de grandes plaques de roche basaltique noire qui se réchauffent pendant la journée.
D'autres scientifiques considèrent que les variations observées pouvaient être causées par des irrégularités de l'orbite de Mars ou une combinaison des effets solaires et orbitaux.

### Érosion
Des mesures effectuées par MAVEN ont permis d'évaluer l'érosion de l'atmosphère martienne par le vent solaire à environ 100 grammes par seconde; en cas de tempête solaire la perte peut devenir plus élevée, jusqu'à l'équivalent d'une année de pertes en une seule fois.

## Utilisation potentielle par l'être humain
Il a été proposé que l'exploration humaine de la planète pourrait utiliser le dioxyde de carbone pour fabriquer du carburant afin de préparer le voyage de retour. Ainsi le projet Mars Direct, proposé par Robert Zubrin énonce qu'une fois sur place, un ensemble relativement simple de réactions chimiques (la réaction de Sabatier couplée à l'électrolyse) combinerait un peu d'hydrogène emporté par l'ERV avec du dioxyde de carbone de l'atmosphère de Mars pour créer jusqu'à 112 tonnes de propergol de méthane et d'oxygène liquide, dont 96 tonnes seraient nécessaires pour renvoyer l'ERV sur Terre à la fin de la mission.

## Compléments